# Bariumkarbonat
Bariumkarbonat är ett salt av barium och kolsyra med formeln BaCO3. Det förekommer naturligt som mineralet witherit.

## Historia
Ämnet upptäcktes år 1784 av den engelske vetenskapsmannen William Withering som noterade att det hade andra kemiska egenskaper än baryt (bariumsulfat).

## Egenskaper
Bariumkarbonat är i stort sett olösligt i vatten, men lösligt i ammoniak, etanol och många syror, dock inte svavelsyra eftersom bariumsulfat också har mycket låg löslighet.
När ämnet upphettas över 1300 °C sönderfaller det till bariumoxid (BaO) och koldioxid (CO2) i en process som kallas kalcinering.
{\displaystyle {\rm {BaCO_{3}\ {\xrightarrow {\Delta }}\ BaO+CO_{2}}}}

## Framställning
Bariumkarbonat framställs kommersiellt av bariumsulfid (BaS) genom att låta det reagera med natriumkarbonat (Na2CO3) vid 60 – 70 °C.
{\displaystyle {\rm {BaS+Na_{2}CO_{3}\rightarrow BaCO_{3}+Na_{2}S}}}
Andra metoder är att leda ned kolsyra i bariumsulfid- eller bariumsackaratlösning eller upphettning under tryck av bariumsulfat med kaliumkarbonatlösning.

## Användning
Bariumkarbonat används i stor utsträckning i glasyr till keramik, i glastillverkning, för rening av vatten och som råttgift.